# Фройла Цалам
Фройла Цалам (англ. Froyla Tzalam; (27 липня 1971 , San Antonio, Толедо ) — антрополог і політик з Белізу, генерал-губернатор Белізу з 27 травня 2021 року. Вона є першим генерал-губернатором в історії Британської Співдружності індійського походження.